# Tibet Sun

Tibet Sun est un site Web d’actualité en langue anglaise se focalisant sur les nouvelles du Tibet et de la diaspora tibétaine, incluant des actualités mondiales, des opinions, des essais, et des photographies.
En 2008, Lobsang Wangyal, un photojournaliste résidant à Dharamsala, fonda le site Tibet Sun.

## Autres sites internet tibétains
- Phayul.com - anglais
- Shambala Post- tibétain
- Miroir du Tibet
- Tibet Post - anglais, tibétain, et chinois
- Tibet.net - English, Tibetan, Hindi
- Xizang Zhiye - chinois